# Alfred Jonsson (veterinär)
För andra personer med samma namn, se Alfred Jonsson
Alfred Jonsson, född 24 december 1864 i Kuddby församling i Östergötlands län, död 3 juli 1954 i Adolf Fredriks församling i Stockholm, var en svensk veterinär.

## Biografi
Jonsson avlade mogenhetsexamen 1886, blev elev vid Veterinärinstitutet 1887, avlade veterinärexamen 1891 och genomgick kurs för länsveterinäraspiranter 1904. Han blev veterinär i Söderköping i Östergötlands län 1891 och fortsatte i Båstad i Kristianstads län 1892. Han blev vikarierande distriktsveterinär i Jämshögs distrikt i Blekinge län 1893 och ordinarie distriktsveterinär i Malungs distrikt i Kopparbergs län 1894. År 1897 återkom han till Jämshögs distrikt där han fått motsvarande tjänst, sedan till Boxholms distrikt i Östergötlands län 1899 och därefter slutligen i Vadstena i samma län fram till pensioneringen 1929.
Alfred Jonsson gifte sig 1894 med Anna Karlsson (1869–1941) och var far till radiopionjären Sven Jerring och regissören Nils Jerring. Han begravdes på Norra begravningsplatsen i Stockholm.